# Manuel Arboleya
Manuel Arboleya (San Julián de Bimenes, Asturias, 1868-Avilés, 1967), fue un pintor del realismo español.

## Vida y obra
Siendo todavía un adolescente emigró a Cuba; allí fue donde se despertó su relación con la pintura. Durante 1886, estudió en la Academia de Bellas Artes de San Alejandro, en La Habana. Más tarde se trasladó a París y en esa ciudad recibió clases de Pascal Dagnan-Bouveret y de Blanc. Tras presentarse al Salón de los Independientes con la obra La Navidad de los pobres, y gracias a un estudio de cabeza femenina, se sabe que en 1896 aún vivía en la capital francesa. Durante esta época parisina entabló amistad con Darío de Regoyos, del cual sería siempre un ferviente admirador. En 1897 se traslada a Oviedo, donde contrae matrimonio. En esta etapa asturiana se dedica a la pintura de retrato, al paisaje —donde refleja su gusto por el Impresionismo francés— y, en 1899, a decorar el Salón del Casino del balneario de Las Caldas (Oviedo), donde deja traslucir la influencia francesa gracias a un evidente simbolismo. Impartió clases de dibujo en la Sociedad Económica de Amigos del País y en el año 1900 pasó a ser profesor de francés en la Escuela de Artes y Oficios de Oviedo, en la que, con el tiempo, comenzará a dar clases de dibujo artístico. A la exposición de 1916 celebrada en la Universidad de Oviedo, dedicada a los artistas asturianos, presentó dos obras: El Aramo y La ermita de La Vega.
Su continua relación con el arte se truncó primero cuando entró a trabajar en la Fábrica de Armas de Oviedo y más tarde, debido a la guerra civil española, al exiliarse en Francia, país del que regresó en 1944.